# Émile Labrousse
Pour les articles homonymes, voir Labrousse.
Émile Labrousse est un homme politique français né le 30 juin 1799 (12 messidor de l'an VII) à Cahors (Lot) et décédé le 11 octobre 1867 à Bruxelles (Belgique).

## Biographie
Émile Labrousse naît le 12 messidor an VII (30 juin 1799) à Cahors. Il est le fils de Pierre Labrousse, employé au département, et de son épouse, Rose Rouzier. 
Sous-directeur de l'école Polytechnique, Émile Labrousse crée un établissement scolaire qu'il cède en 1830, devenant payeur de l'armée du Nord. Opposant à la Monarchie de Juillet, il s'exile à Bruxelles, où il crée une école de commerce et d'industrie. Nommé commissaire du gouvernement dans le Lot en février 1848, il est député du Lot de 1848 à 1851, il siège au groupe d'extrême gauche de la Montagne. Il est expulsé après le coup d’État du 2 décembre 1851 et meurt en exil.

## Sources
- « Émile Labrousse », dans Adolphe Robert et Gaston Cougny, Dictionnaire des parlementaires français, Edgar Bourloton, 1889-1891 [détail de l’édition]
- « LABROUSSE Émile » dans Le Maitron, version mise en ligne le 20 février 2009, dernière modification le 6 novembre 2017.